# Un buen divorcio
Un buen divorcio es una serie de televisión por internet mexicana de comedia dramática producida por Lemon Studios para TelevisaUnivision y creada por Billy Rovzar. La serie está protagonizada por Claudia Álvarez, Gustavo Egelhaaf y Esmeralda Pimentel. Se estrenó en Vix el 1 de marzo de 2024.

## Argumento
Los abogados de divorcio Mónica y David ven el fin de su matrimonio cuando él pide divorciarse. Tras enfrentarse a importantes casos, el temor de sus hijos e incluso infidelidades pasadas, ambos deciden ir a con la terapeuta de pareja Jessica. La terapia los lleva a vivir una mentira: deben fingir estar enamorados para mantener su bufete de abogados y a sus clientes. Mientras tanto, deben controlar a sus dos gemelos que siguen metiéndose en problemas.

## Reparto

### Principales
- Claudia Álvarez como Mónica Rionda[3]
- Gustavo Egelhaaf como David Ortiz
- Esmeralda Pimentel como Jessica Ramos
- Rafael Sánchez-Navarro como Rogelio Rionda

### Recurrentes
- Anabel Ferreira como Rosita Andazola de Rionda
- Adrián Vázquez como Emiliano
- Edmundo Velarde como Gael Ortiz
- Erick Velarde como Diego Ortiz
- Valeria Santaella como Gaby
- Arath Aquino como Travis
- Gonzalo García Vivanco como Carlos Ayamonte
- Artús Chavéz como Ricardo
- Carmen Beato como Cinthia
- Jeronimo Best como Jorge
- Marypaz Aparicio como Margarita
- Daniel Haddad como Samuel
- Úrsula Pruneda como Clara
- Samantha Coronel como Pamela
- Daniel Chávez Camacho como Bruno
- Diego Jauregui como el Juez Enriquez
- Alejandro Prieto como Benny
- Ari Placera como Zion
- Luis Arrieta como Fernando
- Adriana Montes de Oca como Brenda
- Sergio Carazo Cardona como Pico
- Alicia Camps como Sandra
- Cristian Magaloni como Juan Pablo
- Tamara Vallarta como Natalia
- Santino Arévalo como Ismael
- Fabricio Mercado como Pierre
- Pilar Ixquic Mata como Teresa
- Luciana González como Inés
- Victoria Guerrero como Romina
- Raquel Bustos como Amelia
- Alma Rosa Añorve como Cloe

## Producción

### Desarrollo
La serie fue anunciada en noviembre de 2022. En marzo de 2023 se anunció que había comenzado la producción de la serie. La serie se estrenó el 1 de marzo de 2024.

### Realización
El 30 de marzo de 2023, Claudia Álvarez, Gustavo Egelhaaf y Esmeralda Pimentel fueron anunciados para los papeles principales.